# Tre Valli Varesine 1962
La Tre Valli Varesine 1962, quarantaduesima edizione della corsa, si svolse il 14 agosto 1962 su un percorso di 276 km. La vittoria fu appannaggio dell'italiano Giuseppe Fezzardi, che completò il percorso in 7h10'08", precedendo il belga Jos Hoevenaers ed il connazionale Franco Balmamion.
Sul traguardo di Varese 37 ciclisti su 121 partiti portarono a termine la competizione.  

## Ordine d'arrivo (Top 10)
| Pos. | Corridore         | Squadra              | Tempo    |
| ---- | ----------------- | -------------------- | -------- |
| 1    | Giuseppe Fezzardi | San Pellegrino Sport | 7h10'08" |
| 2    | Jos Hoevenaers    | Philco               | s.t.     |
| 3    | Franco Balmamion  | Carpano              | s.t.     |
| 4    | Giuseppe Sartore  | Carpano              | s.t.     |
| 5    | Livio Trapè       | Ghigi                | a 57"    |
| 6    | Gaudenzio Tonoli  | Philco               | s.t.     |
| 7    | Arnaldo Pambianco | Ignis                | s.t.     |
| 8    | Bruno Mealli      | Ignis                | a 2'25"  |
| 9    | Guido De Rosso    | Molteni              | a 5'01"  |
| 10   | Giorgio Zancanaro | Philco               | a 7'42"  |